# Daihatsu Bee
El Daihatsu Bee (ダイハツ・ビー, Daihatsu Bī) fou un microcotxe de tres rodes produït pel fabricant d'automòbils japonés Daihatsu entre els anys 1951 i 1952.
Tot i que Daihatsu ja produïa tricicles motoritzats per a càrrega comercial des de 1930 a més d'haver fet un xicotet automòbil per a ús militar l'any 1937, el Bee fou el primer automòbil per a passatgers produït per la marca i comercialitzat per al públic general. El model començà la seua comercialització a l'octubre de 1951, poc abans que la companyia Hatsudoki Seizō canviara el seu nom a Daihatsu. El nom en codi del model era PCA.
El cotxe tenia una carrosseria de tres volums i dues portes feta en fibra de vidre i fou emprat com a taxi a la regió de Kansai, ja que aleshores al Japó la fiscalitat beneficiava als vehicles de tres rodes front als de quatre. La motorització del model consistia en un motor de quatre temps posterior, bicilindric de 540 centímetres cúbics. Fou el primer automòbil del Japó amb un motor horitzontal. El Bee fou desenvolupat a partir d'un tricicle comercial que la marca ja produïa. Finalment, la comercialització del model fou molt minsa, en part degut a les despeses de producció, que demanaven molta mà d'obra. Quan la producció del Bee finalitzà, només s'havien produït vora 300 unitats.